# Kulhydrat
Kulhydrater eller sakkarider (latin: saccharider) er en stor gruppe af organiske stoffer populært kaldet sukker eller sukkerstoffer. Biokemisk fungerer kulhydraterne blandt andet som energilagringsstoffer og er med til at give levende organismer struktur.
Der findes flere kulhydrater på jorden end nogen anden kendt type biomolekyle. Kulhydrater er en strukturel del af mange biologisk betydningsfulde molekyler: genernes molekyler DNA, proteinsyntesens molekyler RNA, energimolekylet ATP, signalstofferne cAMP og cGMP, alle glycoproteiner, alle glycolipider og de Gram-negative bakteriers lipopolysakkarider. Kulhydrater har utallige vigtige biologiske funktioner bl.a. i forbindelse med hormon-receptorernes funktion og ved cellernes indbyrdes kommunikation og næsten alle immunsystemets molekyler indeholder kulhydrat. Kulhydrater spiller også en rolle for virulensen af bakterier og virus og for uskadeliggørelsen af giftstoffer og affaldsstoffer. Kulhydrater modificerer mange molekylers funktion, således bestemmer kulhydrat-delen levetiden af de cirkulerende blodproteiner. I autotrofe organismer, eksempelvis planter, bliver sukker omdannet til og oplagret i kulhydraten stivelse. I heterotrofe organismer, f.eks. dyr, bliver sukker anvendt til metabolsk brændsel. Den fysiologiske brændværdi er 17 kJ/g.
Ernæringsmæssigt spiller kulhydrat en stor rolle. Verdensproduktionen af raffineret sukker svarer til 20 kg pr. menneske pr. år. WHO har i 2014 ændret deres gamle råd om, at sukker højest må udgøre 10% af energiindtaget, til det halve: kun 5%. Nogle kulhydrat-derivater og polysakkariders smag hænger sammen med deres spaltning til smagende sakkarider. Anderledes forholder det sig med de meget søde steviol-glykosider og det smagsændrende glykoprotein miraculin. Kulhydraternes biokemi og biologi behandles i en ny disciplin, glykobiologi.

## Oprindelse
Kulhydrater dannes primært af planter og alger ved fotosyntese. I fotosyntesen omdannes kuldioxid, vand, ved hjælp af energi fra sollys, til kulhydratet glukose (C6H12O6) og ilt (O2). Glukose er derefter udgangspunkt for alle levende organismers stofomsætning.

## Kategorier
Typisk klassificeres kulhydrater i de søde: (monosakkarider og disakkarider) og de ikke-søde: stivelse, polysakkarider. Monosakkarider er simple, krystalliske sukkerarter. Disakkarider er sammensat af to monosakkarider (heraf di-sakkarider). Polysakkarider er meget store molekyler (polymerer) som f.eks. stivelse eller glykogen, som er dannet ved sammensætning af mange monosakkarider (poly-sakkarider).

## Struktur
Kulhydrater består næsten udelukkende af tre grundstoffer: carbon, hydrogen og oxygen. Grundstof-forholdene varierer, men ikke meget. Normalt er den molære andel af carbon den samme eller en anelse større end oxygen, og den molære andel af hydrogen er dobbelt så stor (eller lidt større) end andelen af oxygen.
Kulhydraters traditionelle generelle formel er: CxH2xOx,
men mange vigtige kulhydrater, f.eks. deoxyribose C5H10O4 , har mindre oxygen.

## Monosakkarider
De tre sukkerformer, glukose, galaktose og fruktose deler den samme molekylære formel: C6H12O6. Men atomernes placering er forskellig i hver af de tre sukkerarter og de kaldes isomere. Under et kaldes sukkerarter med sumformlen C6H12O6 for hexose og sukkerarter med sumformlen C5H10O5 kaldes pentose.
Det er som derivater af monosakkariderne ribose og deoxyribose at vi træffer mange biokemisk vigtige molekyler: DNA, RNA, ATP, cAMP, cGMP og NAD+. Generelt indgår monosakkarider i utallige biokemiske reaktioner og molekyler - både som enkelte monosakkarider og i glycokonjugater som dele af kæder af monosakkarider, for eksempel i proteiner og blodgruppemarkører som AB0. Hos patienter med sukkersyge finder man ved forhøjet blod-glucose, at hæmoglobin bliver glykosyleret ved en non-enzymatisk proces med glucose. Monosakkarider er den mest almindelige glykosylering af planternes blå-røde farvestoffer anthocyaninerne.

### Byggesten
Byggestenene til oligosakkarider, polysakkarider, glycoconjugater og andre makromolekyler er monosakkarider:
- glukose
- fruktose
- fucose
- galaktose
- mannose
- xylose
- n-acetylgalactosamin
- n-acetylglucosamin
- sialinsyre, n-acetylneuraminsyre

### Sukkeralkoholer
Ved reduktion af karbonyl-gruppen i et kulhydrat fremkommer sukkeralkohol
- dulcitol
- glycerol
- mannitol
- perseitol
- ribitol
- sorbitol
- xylitol

## Disakkarider
To monosakkarider kan forbindes sammen til et disakkarid. De almindelige disakkarider er sakkarose (sukrose) (dannet af en glukose og en fruktose), laktose (dannet af en glukose og en galaktose) og maltose (dannet af to glukoser).

Formlen for disse disakkarider er C12H22O11. Forbindelsen mellem de 2 monosakkarider resulterer i "tabet" af et hydrogenatom H fra det ene molekyle og "tabet" af en hydroxylgruppe fra den anden.
Hos monosakkarider sidder C-atomerne som regel ikke i en lige kæde, men snarere med en vinkel på ca. 100º mellem hver binding. Hos kulhydrater, der er pentoser (dvs. 5 carbonatomer i kæden) eller derover kommer hver ende af kæden til at ligge tæt på hinanden, hvorefter de kan danne en kemisk binding mellem C-atomet, hvor det dobbeltbundne O-atom sidder, og alkoholgruppen på det
C-atom, der sidder længst nede i kæden, dvs. har højt nummer . Når en kæde dannes, flytter H-atomet fra den sekundære alkoholgruppe, aldehydgruppen hos aldoser, eller ketongruppen hos ketoser, til det dobbeltbundne O-atom. På samme tid vil der opstå en covalent binding mellem O-atomet fra alkoholgruppen og C-atomet, hvorpå den sekundære alkoholgruppe sad. Sådan er ringen dannet. Eftersom den sekundære alkohol gruppe sidder på første atom hos glukose, (fordi den er en aldose), danner den en seksleddet ring. Men ketoser, som fruktose, har som sagt den sekundære alkoholgruppe på anden C-atom og danner derfor en femleddet ring. Når ringformen bliver dannet, dannes en ny alkoholgruppe hvor det dobbeltbundne O-atom tidligere sad, derfor bliver O-atomet med denne nye alkoholgruppe asymmetrisk, og kan være placeret på højre eller venstre side af C-atomet. Hvis den sidder på højre side, bliver kulhydratet α- eller β-, det ringformede glukosemolekyle i bilag 3 s.1 er β-D-glucose. Galaktose bliver en sekskantet ring ligesom glukose, eftersom den er en hexose og en aldose.
Disakkarider
- - sucrose eller sakkarose
  - maltose
  - laktose
  - alpha-gal, galaktobiose, allergen der fremkalder kødallergi

## Oligosakkarider
Oligosakkarider er sakkarid-polymerer, der indeholder et mindre antal monosakkarider, typisk fra to til ti sukkerenheder. Oligosakkarider kan have mange biokemiske funktioner, f.eks. træffer vi dem på overfladen af animalske celler, hvor de spiller en rolle som celle-markører og fungerer i cellernes kommunikation, som blodtype-markører og vævstype-markører.
Generelt holdes oligosakkariderne fast til cellerne bundet til oxygen eller nitrogen i proteiner og lipider som en del af glycoproteiner og glycolipider (O- eller N-koblede). Cirkulerende proteiner er næsten alle glykosylerede som blodproteinerne. I planter findes oligosakkarider som mange slags derivater, for eksempel i de vidt udbredte farvestoffer flavonoider og anthocyanider.
Oligosakkarider og polysakkarider benævnes tilsammen glycaner.

## Specielle sakkarider
Sakkarider forekommer som mange derivater. F.eks. indeholder glucosamin og galaktosamin en aminogruppe, og sialinsyre indeholder en syregruppe.
Nogle polysakkarider som inulin fremhæves på grund af deres modstandsdygtighed overfor menneskets enzymsystem som sundhedsfremmende præbiotika.

## Polysakkarider

### Stivelse
Stivelse omfatter to slags polymerer af glukose, hhv. amylose og amylopektin. Amylose består af en lineær kæde af adskillige hundrede glukoseenheder. Amylopektin er et forgrenet molekyle sammensat af mange kortere, lineære kæder af glukoseenheder som et forgrenet træ. Glucoseenhederne i amylose er forbundet med α-1,4-glykosidbindinger, ligesom de lige stykker af et amylopektin-molekyle. Forgreningspunkterne i amylopektin fremkommer som resultat af α-1,6-glykosidbindinger.
Stivelse er tungtopløselig i koldt vand. For at stivelse skal kunne opløses i vand, skal det varmes op til omkring kogepunktet. Kartofler, ris, hvede og majs er menneskers hovedkilder til stivelse.

### Glykogen
I dyr og mennesker lagres overskudsglukose som glykogen i depoter i muskler. Glykogen er grundliggende set glukosepolysakkarider med hyppige kovalente bindinger mellem lagene. Bindingerne er mellem metanolgrene og de modsatte hydroxylgrene på carbonringen.
Glykogen kan igen nedbrydes til glukose via en enzymatisk proces (glykogenelyse).

### Cellulose
Planters strukturkomponenter er primært cellulose. Træ er mest cellulose, mens papir og bomuld næsten kun består af cellulose. Cellulose er en polymer lavet af glukoseenheder. Molekylet er meget langt og stift, og er en vigtig del af planternes cellevægge. Cellulose kan ikke nedbrydes i menneskets tarm.

### Agar
Agar er et naturligt forekommende polysakkarid og udvindes af nogle arter af rødalger eller tang. Det er en ugrenet kæde af disakkaridet agarobiose, D-galaktose og 3,6-anhydro-L-galaktose med et mindre indhold af galaktose forestret med svovlsyre. Agarose er kemisk modificeret agar, hvor svovlsyren er delvis fjernet. Agar fungerer som primær strukturel støtte for algernes cellevægge, og hverken agar eller agarose kan nedbrydes i menneskets tarmkanal.